# توت علیا
توت علیا، به زبان لری روستای گوروی، روستایی از توابع بخش سردشت شهرستان دزفول در استان خوزستان ایران است. این روستا مناطق گردشگری زیادی دارد و در ایام نوروز توریست‌های زیادی را از سراسر ایران جذب خومی‌کند.

مردم این روستا اکثرا از طایفه گوروئی هستند.